# Limnophora fallax
Limnophora fallax är en tvåvingeart som beskrevs av Stein 1920. Limnophora fallax ingår i släktet Limnophora och familjen husflugor. Inga underarter finns listade i Catalogue of Life.